# Кундера, Рудольф
Рудольф Кундера (чеш. Rudolf Kundera, 9 марта 1911[…], Туржаны, Цислейтания[…] — 9 января 2005[…], Кассис) — чехословацкий и французский художник. Почётный гражданин Брно (1996).

## Биография
Рудольф Кундера родился 9 марта 1911 года в австро-венгерском городе Туржаны (сейчас часть чешского города Брно).
Его отец был маляром, он скончался, когда Рудольфу было только шесть месяцев. Мальчика воспитывала мать, у которой были артистические наклонности. Рудольф занимался музыкой, играл на скрипке и тромбоне, но больший интерес проявлял к художественному искусству.
Получив специальность рисовальщика и золотильщика, в 1927—1930 годах обучался в Школе художественных ремёсел в Брно. В этот период Кундера познакомился со знаменитым художником Альфонсом Мухой и по его настоянию поступил в пражскую Академию изобразительных искусств, где учился под началом профессора Франца Тиле и которую окончил в 1936 году. После окончания он выиграл конкурс и отправился на стажировку в Рим, где опять сблизился с Мухой. Работал здесь над фресками в соборе святого Климента. В 1937 году провёл выставку в галерее «Яндоло», имевшую большой успех.
После того как Кундера вернулся в Брно, его студия, располагавшаяся на нынешней Моравской площади, стала местом встречи деятелей искусства. Здесь бывали пианист Рудольф Фиркушный, дирижёр и композитор Рафаэль Кубелик, композитор Богуслав Мартину.
Мюхенское соглашение, приведшее к оккупации Чехословакии, застало Кундеру в учебной поездке по Прибалтике и Скандинавии. Он был вынужден перебраться в Париж, куда прибыл одним из последних поездов 9 марта 1939 года. Здесь помимо чехословацких знакомых Мартино и Фиркушного он поддерживал дружеские отношения с писателями Йиржи Мухой и Клодом Мориаком, дирижёром Витезславой Капраловой, поэтом Полем Валери. Когда немецкая армия наступала на Париж, Кундера бежал на юг Франции, однако и здесь французская полиция доставляла ему проблемы — дважды художник был арестован. В 1942—1944 годах он вместе с другими живописцами жил в резиденции графини Лили Пастре в Монредоне в окрестностях Марселя. Кундера, продолжая рисовать, также помогал французским подпольщикам: он спрятал важные документы об оборонительных сооружениях вокруг Марселя, которые были предназначены для отправки в Англию и использовались в армии генерала де Голля во время высадки в 1944 году.
После окончания Второй мировой войны устроил две выставки в Париже. В 1946 году приехал в Чехословакию, где также организовал экспозиции в Праге, Брно, Остраве и Злине. До установления коммунистической власти в Чехословакии вернулся во Францию. Здесь Кундера поселился в приморском городе Кассис недалеко от Марселя, где провёл остаток жизни. Он продолжал заниматься живописью, организуя выставки в Марселе, Экс-ан-Провансе, Париже, Люцерне, Страсбурге, Гавре, Филадельфии, путешествуя по Испании, Италии, Нидерландам.
Большим ударом для Кундеры стала гибель его малолетних сыновей в автокатастрофе в конце 1975 года, однако он смог в себе силы продолжать заниматься творчеством. Организовал около 50 персональных выставок.
В 1991 году стал членом-корреспондентом Марсельской академии наук.
В 1995 году главные работы Кундеры были представлены на групповой выставке в Марселе, а в 1996 году впервые за 49 лет была организована экспозиция в Чехии — в Моравском музее Брно.
В 1996 году решением городского совета Брно за художественное творчество и отношение к родине, которую он представляет своим талантом, был удостоен звания почётного гражданина Брно. В том же году в Чехии сняли 24-минутный документальный фильм «Рудольф Кундера — чешский художник в Провансе».
Умер 9 января 2005 года в Кассисе.

### Творческая карьера
Ещё в студенчестве в 1935 год Кундера написал первую крупную картину — «Свет истины» для гуситской церкви в Туржанах. За эту работу он получил Римскую премию, премию Итальянской королевской академии и годовую стипендию в Италии. Впоследствии создал ещё несколько крупных произведений для хоров Чехословацкой гуситской церкви.
Заниматься религиозной тематикой продолжал и во время стажировки в Риме, где Кундера написал ряд картин для церквей итальянской столицы, а также портреты художников и членов чехословацкой дипломатической миссии.
Картины Кундеры представлены во многих галереях и частных коллекциях мира.

## Особенности творчества
Кундера — разносторонний художник, которого отличано многообразие тем и стилей. Он предпочитал яркий, выразительный колорит. Таковы его пейзажи, полотна на сюжеты моравского фольклора, натюрморты, входившие в циклы «Пейзаж», «Порты и моря», «Народная культура», «Цирк», «Балконы»).
Значительная часть творчества Кундеры — портреты. Он запечатлел Богуслава Мартину, Рудольфа Фиркушного, Яна Кубелика, Витезславу Капралову, Пабло Казальса, Поля Валери, Святослава Рихтера, Мана Рэя, семьи Мориак.

## Семья
Первая жена — Мод Бланкенберг, нидерландка. Поженились в 1950 году, у них было двое детей.
Вторая жена — Клод Фанель, француженка. Поженились в 1964 году, у них также было двое сыновей, которые погибли в 1975 году незадолго до Рождества в автокатастрофе в возрасте 9 и 12 лет.